# Leon Roizin
Leon Roizin (ur. 31 grudnia 1912 w Dubosarach, zm. 6 marca 1991 w Nowym Jorku) – amerykański neuropatolog rosyjskiego pochodzenia. Był przewodniczącym i sekretarzem-skarbnikiem American Society of Neuropathologists, redaktorem „Journal of Neuropathology and Experimental Neurology”. 
Gdy miał 12 lat został wysłany do Mediolanu, gdzie miał zdobyć wykształcenie muzyczne. Podjął jednak studia medyczne i ukończył je z wyróżnieniem w 1936. Po wybuchu wojny emigrował do Brazylii i pracował naukowo w São Paulo. Od 1940 w Stanach Zjednoczonych, gdzie związał się z Columbia University College of Physicians and Surgeons. Zajmował się m.in. neurofarmakologią. Żonaty z Evelyn Iannone, mieli dwie córki, Laurie zamężną Towle i Diane zamężną Garvey.

## Wybrane prace
- In Memoriam[1]. 1991
- Dr. Leon Roizin, 78, Drug Researcher, Dies. New York Times March 9, 1991